# Raymond Tchedya Patay
 Raymond Tchedya Patay, né le 01/09/1966 à Djugu, est un homme politique de la République démocratique du Congo et vice-ministre des Affaires étrangères et des Congolais de l'étranger du gouvernement Ilunga depuis le 26 août 2019,.

## Biographie
Il était député national élu de la circonscription de Djugu dans la province de l'ITURI au compte parti PPRD de l'ex président Joseph Kabila.